# Programa Tiangong
El Tiangong (en xinès: 天宫 en pinyin: Tiāngōng traduït literalment en català com a: Palau celestial) és un programa d'estacions espacials de la Xina, amb l'objectiu de crear una tercera generació d'estació espacial, comparable a la Mir. Aquest programa és autònom i aliè a qualsevol altra estació internacional activa. El programa es va iniciar el 1992 com a Projecte 921-2.
En el marc d'aquest programa, el 29 de setembre de 2011 la Xina va llançar el seu primer laboratori espacial, el Tiangong 1. Seguint el Tiangong 1, el 15 de setembre de 2016 es va llançar a l'espai el segon laboratori espacial, el Tiangong 2, un laboratori espacial més avançat complet amb una nau de subministrament.
El projecte va culminar amb l'estació espacial Tiangong. La construcció de l'estació es basa en l'experiència adquirida amb les seves precursores, Tiangong 1  i Tiangong 2. El primer mòdul, el mòdul central Tianhe ("L'Harmonia dels Cels"), es va llançar el 29 d'abril de 2021. Això va ser seguit de múltiples missions amb i sense tripulació i del llançament el 2022 de dos mòduls de laboratori que s'uniren al mòdul central. El primer laboratori, Wentian ("La Recerca dels Cels"), fou llançat el 24 de juliol de 2022; el segon, Mengtian ("El Somni dels Cels"), fou llançat el 31 d'octubre de 2022.

## Història del projecte
El 1999, es va donar autorització oficial al Projecte 921-2. Es van estudiar dues versions de l'estació: un "laboratori espacial" de vuit tones i una "estació espacial" de 20 tones.
L'any 2000, el primer model de l'estació espacial planejada va ser presentat a l'Expo 2000 a Hannover. Aquest es compon de mòduls derivats del mòdul orbital de la nau Shenzhou. La longitud total de l'estació seria del voltant de 20 m, amb una massa total de menys de 40 tones mètriques, amb possibilitat d'expansió a través de l'addició de més mòduls.
El 2001, els enginyers xinesos van descriure un procés de tres passos cap a la realització del "Projecte 921". El termini original per a la realització del projecte va ser del 2010.
- Primer, vol tripulat (fase 1); es va produir amb èxit el 2003.
- Segon, la posada en òrbita d'un laboratori espacial (fase 2, una versió escalada del model inicial) que només estaria tripulada a curt termini i es deixaria en mode automàtic entre les visites.
- La tercera fase implica la posada en marxa d'un laboratori espacial més gran, que estaria permanentment tripulada i seria la primera estació espacial de la Xina (fase 3).

Originalment, la Xina va programar un acoblament entre la Shenzhou 8 i la Shenzhou 9 per formar un petit laboratori espacial. No obstant això, es va decidir abandonar aquest pla i posar en marxa un petit laboratori espacial. El laboratori va ser llançat el 2011, sota la designació de Tiangong 1. Es tractava d'un mòdul de laboratori espacial de vuit tones amb dos ports d'acoblament. El 16 de juny de 2012, la nau Shenzhou 9 va ser llançada des del Centre de Llançament de satèl·lits de Jiuquan a Mongòlia Interior, Xina, transportant una tripulació de tres persones. El 18 de juny de 2012, a les 06:07 UTC, la nau Shenzhou va ser acoblada amb èxit amb el laboratori Tiangong 1, sent el primer acoblament espacial tripulat xinès. L'11 de juny de 2013, la Xina va llançar la nau Shenzhou 10 amb una segona i última tripulació de tres persones camí de la Tiangong 1.
El 15 de setembre de 2016 es va llançar el laboratori espacial Tiangong 2. El 17 d'octubre de 2016 es va enlairar des del Centre de Llançament de Satèl·lits de Jiuquan la nau Shenzhou 11, la primera i única nau tripulada que va viatjar al Tiangong 2. S'hi va acoblar dos dies més tard.
El 29 d'abril de 2021 es va llançar el mòdul central,  Tianhe ("Harmonia dels Cels"), de l'estació espacial Tiangong. La gran estació modular de 60 tones mètriques és capaç de donar allotjament a tres astronautes a llarg termini. El 17 de juny de 2021 el mòdul Tianhe va rebre la primera tripulació a bord de la nau Shenzhou 12.

## Detalls

### Fase de laboratori espacial
Els esforços xinesos de desenvolupar una estació espacial en òrbita terrrestre baixa LEO van començar amb la fase de laboratori espacial, amb el llançament de dos mòduls espacials Tiangong.

#### Tiangong 1

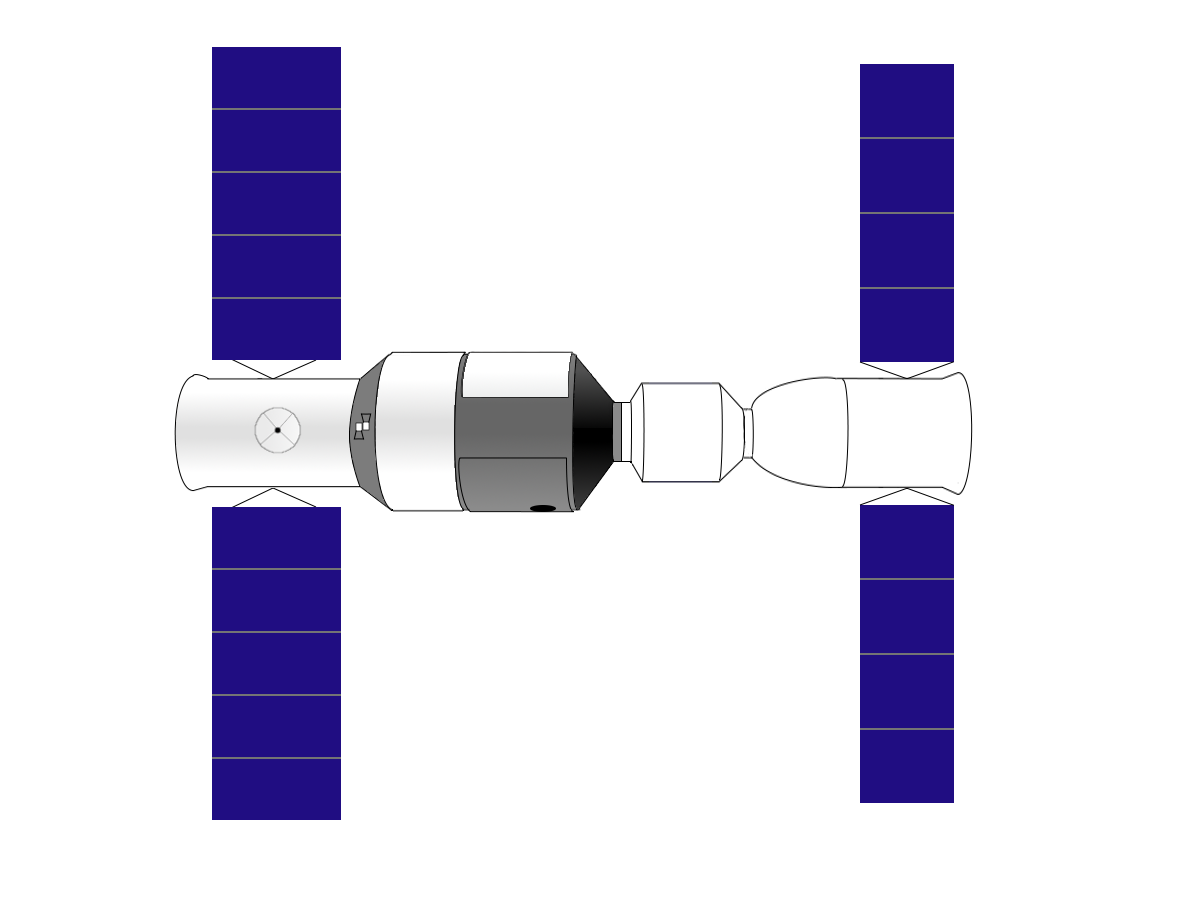
Dibuix del Shenzhou acoblat al Tiangong 1

L'objectiu d'acoblament xinès va consistir en situar en òrbita terrestre un mòdul de propulsió i un mòdul pressuritzat per a experiments, amb un mecanisme d'acoblament en els dos extrems. El port d'acoblament de la secció d'experiments va recolzar l'acoblament automatitzat. La seva longitud era de 10,5 m, el diàmetre de 3,4 m, amb una massa de 8.000 kg. Va ser llançat el 29 de setembre de 2011. Estava destinat a estades curtes d'una tripulació de tres membres.

#### Laboratori espacial Tiangong 2

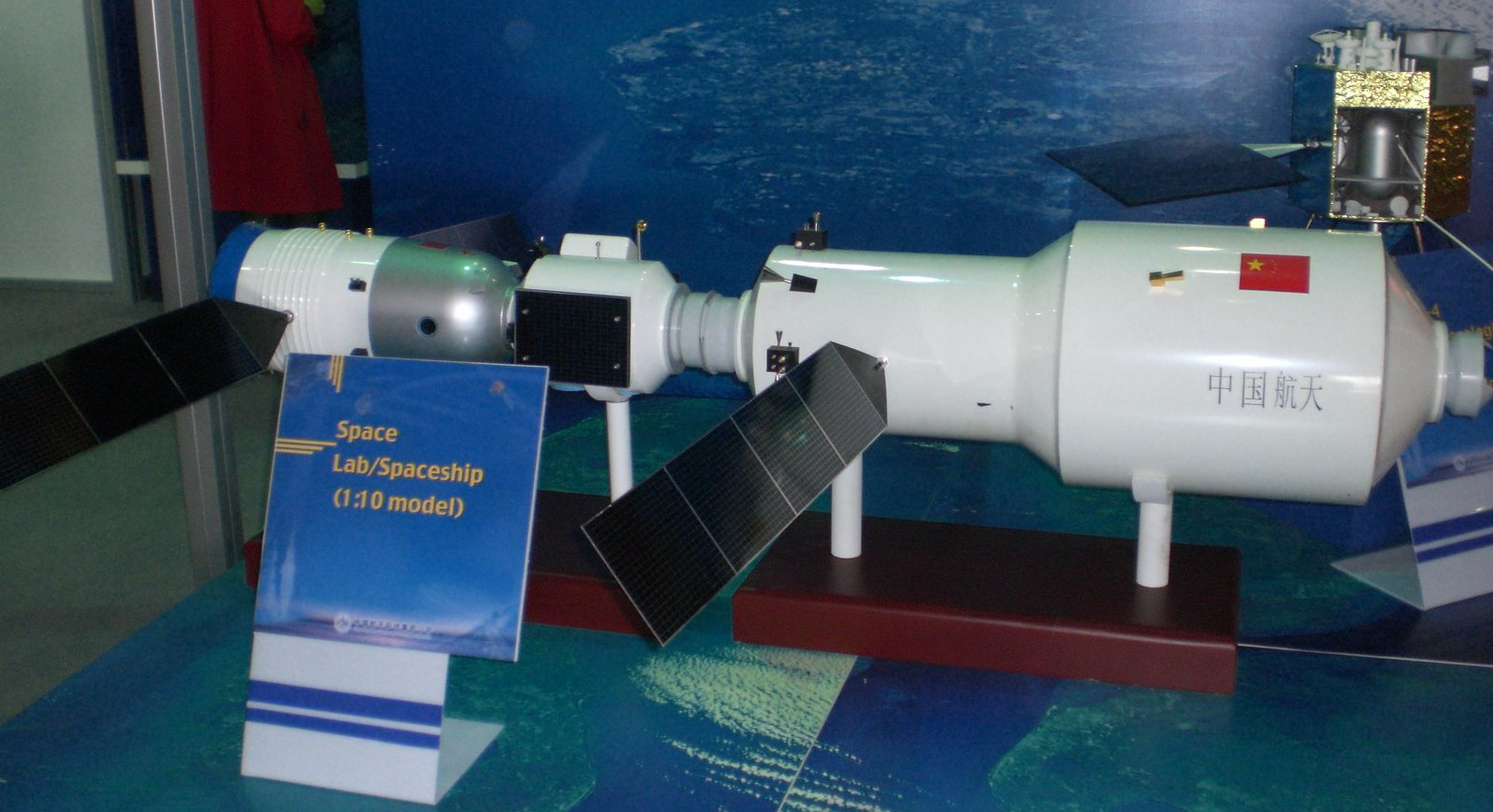
El Shenzhou acoblat al Tiangong 2

Es va posar en òrbita el 15 de setembre de 2016.
La configuració era la següent:
- Tripulació: 3, amb 20 dies de recursos de suport vital.[2]
- Longitud: 14,4 m[1]
- Diàmetre màxim: 4,2 m[1]
- Massa: 20000 kg[1]
- Dos ports d'acoblament

### Estació espacial Tiangong
La Xina ha començat a construir el que s'ha convertit en la tercera estació espacial multimòdul del món, seguint després de la Mir i la ISS.
La construcció de l'estació es basa en l'experiència adquirida amb les seves precursores, Tiangong 1  i Tiangong 2. El primer mòdul, el mòdul central Tianhe ("L'Harmonia dels Cels"), es va llançar el 29 d'abril de 2021. Això va ser seguit de múltiples missions amb i sense tripulació i del llançament el 2022 de dos mòduls de laboratori que s'uniren al mòdul central. El primer laboratori, Wentian ("La Recerca dels Cels"), fou llançat el 24 de juliol de 2022; el segon, Mengtian ("El Somni dels Cels"), fou llançat el 31 d'octubre de 2022.
Els diferents components anteriors s'han integrat en una estació espacial, disposats com:
- El Mòdul de cabina central Tianhe és un mòdul que fa 18,1 metres de llarg, amb un diàmetre màxim de 4,2 i un pes de llançament d'unes 22 tones.[17]
- El Mòdul de cabina de laboratori I Wentian i el Mòdul de cabina de laboratori II Mengtian estan basats en el laboratori espacial Tiangong 2. Cada mòdul és de 14,4 metres de llarg, amb el mateix diàmetre màxim i pes de llançament del mòdul central.[17]
- Shenzhou és el nom que reben les naus tripulades
- Tianzhou (literalment "Vaixell Celestial") que és una nau de càrrega basat en el Tiangong 1, que té un diàmetre màxim de 3,35 metres i un pes de llançament inferior a 13 tones, per al transport de subministraments i instal·lacions de laboratori per a l'estació espacial.[17][18]

S'espera que l'estació espacial Tiangong tingui una vida útil de  deu anys. El complex té un pes d'aproximadament 60.000 kg i pot donar allotjament a tres astronautes a llarg termini.

### Previsions d'expansió

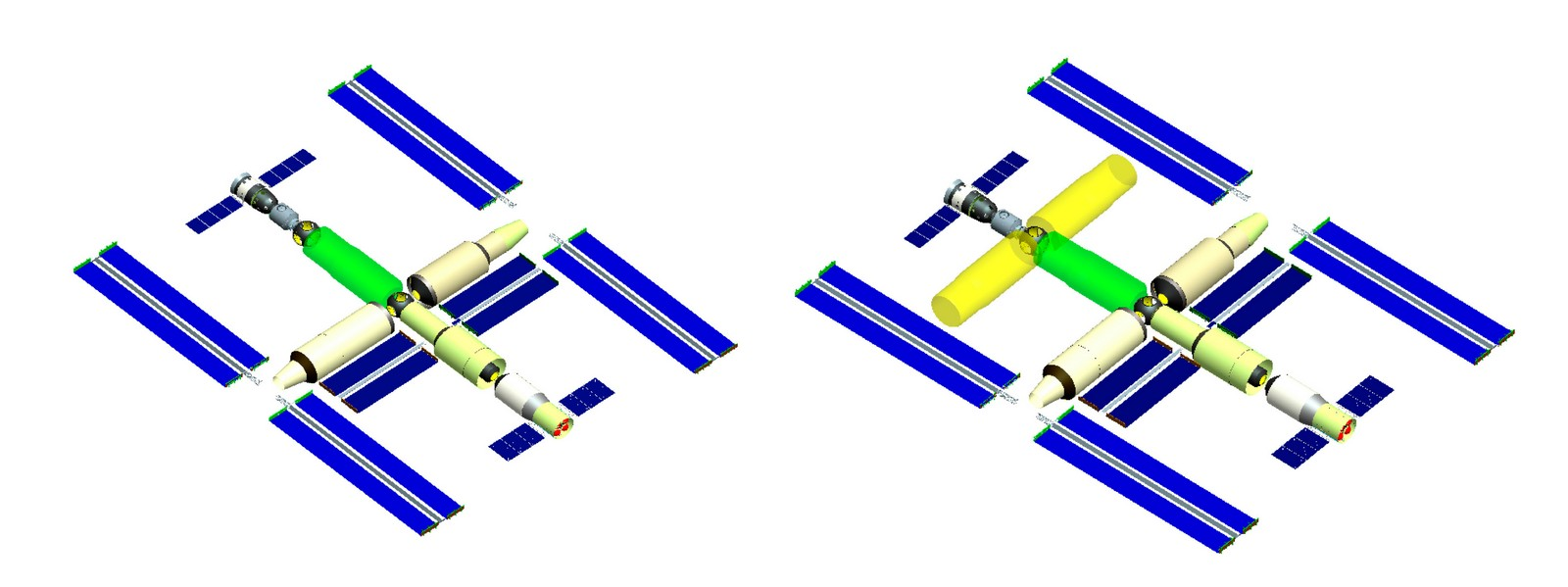
Possible futura expansió de l'estació espacial Tiangong

L'octubre de 2023 l'Acadèmia Xinesa de Tecnologia Espacial, va presentar un nou pla per expandir Tiangong fins a 6 mòduls, amb una vida operativa d'almenys 15 anys.
 Com a base de l'expansió està previst un mòdul multifuncional amb 6 ports d'acoblament. Noves seccions inclourien impressores 3D, robots, braços robòtics millorats, i sistemes d'observació, detecció i alerta de deixalles espacials.
El 2026 està previst llançar el telescopi espacial Xuntian.

## Cooperació internacional
En el 2010, el director general de l'ESA, Jean-Jacques Dordain, va declarar que la seva agència està disposada a proposar als altres 4 socis que la Xina, l'Índia i Corea del Sud siguin convidats a unir-se a l'EEI. La Xina ha manifestat la seva voluntat de seguir cooperant amb altres països en l'exploració tripulada.